# Cavitação

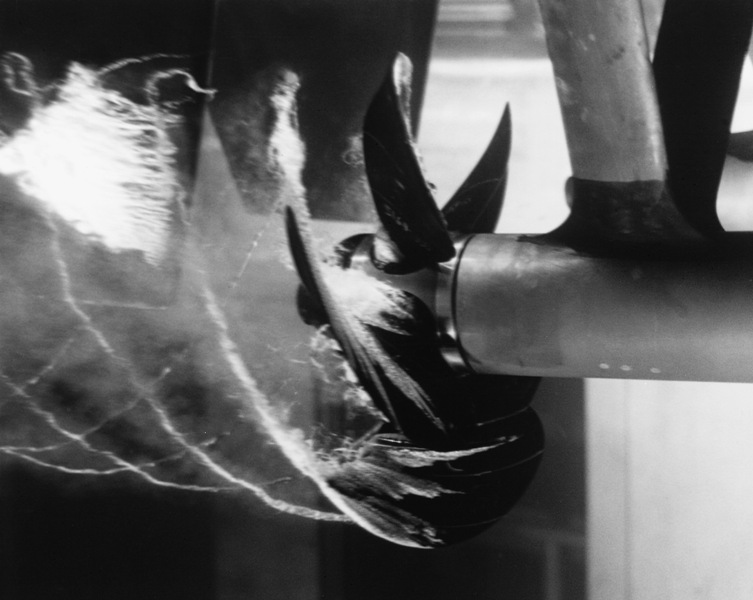
Modelo de propulsor gerando a cavitação em um túnel de água experimental.

Cavitação é o fenômeno de vaporização de um líquido pela redução da pressão, durante seu movimento.
Para todo fluido no estado líquido pode ser estabelecida uma curva que relaciona a pressão à temperatura em que ocorre a vaporização. Por exemplo: na pressão atmosférica a temperatura de vaporização da água é de cerca de 100°C. Contudo, a uma pressão menor, a temperatura de vaporização também se reduz..

## O fenômeno
É fato sabido e previsível - com a ajuda do Teorema de Bernoulli - que um fluido escoando, ao ser acelerado, tem uma redução da pressão, para que a sua energia mecânica se mantenha constante. Considere-se um fluido no estado líquido escoando com uma  temperatura T0 e a uma pressão P0.
Em certos pontos devido à aceleração do fluido, como em um vertedor, em uma turbina hidráulica, em uma bomba hidráulica, em um bocal ou em uma válvula, a pressão pode cair a um valor menor que a pressão mínima em que ocorre a vaporização do fluido (Pv) na temperatura T0. Então ocorrerá uma vaporização local do fluido, formando bolhas de vapor. A este fenômeno costuma-se dar o nome de cavitação (formação de cavidades dentro da massa líquida). A cavitação é comum em bombas de água e de óleo, válvulas,  turbinas hidráulicas,propulsores navais, pistões de automóveis e até em canais de concreto com altas velocidades, como em vertedores de barragens.
Ela deve ser sempre evitada por causa dos prejuízos financeiros que causa devido a erosão associada, seja nas pás de turbinas, de bombas, em pistões ou em canais.

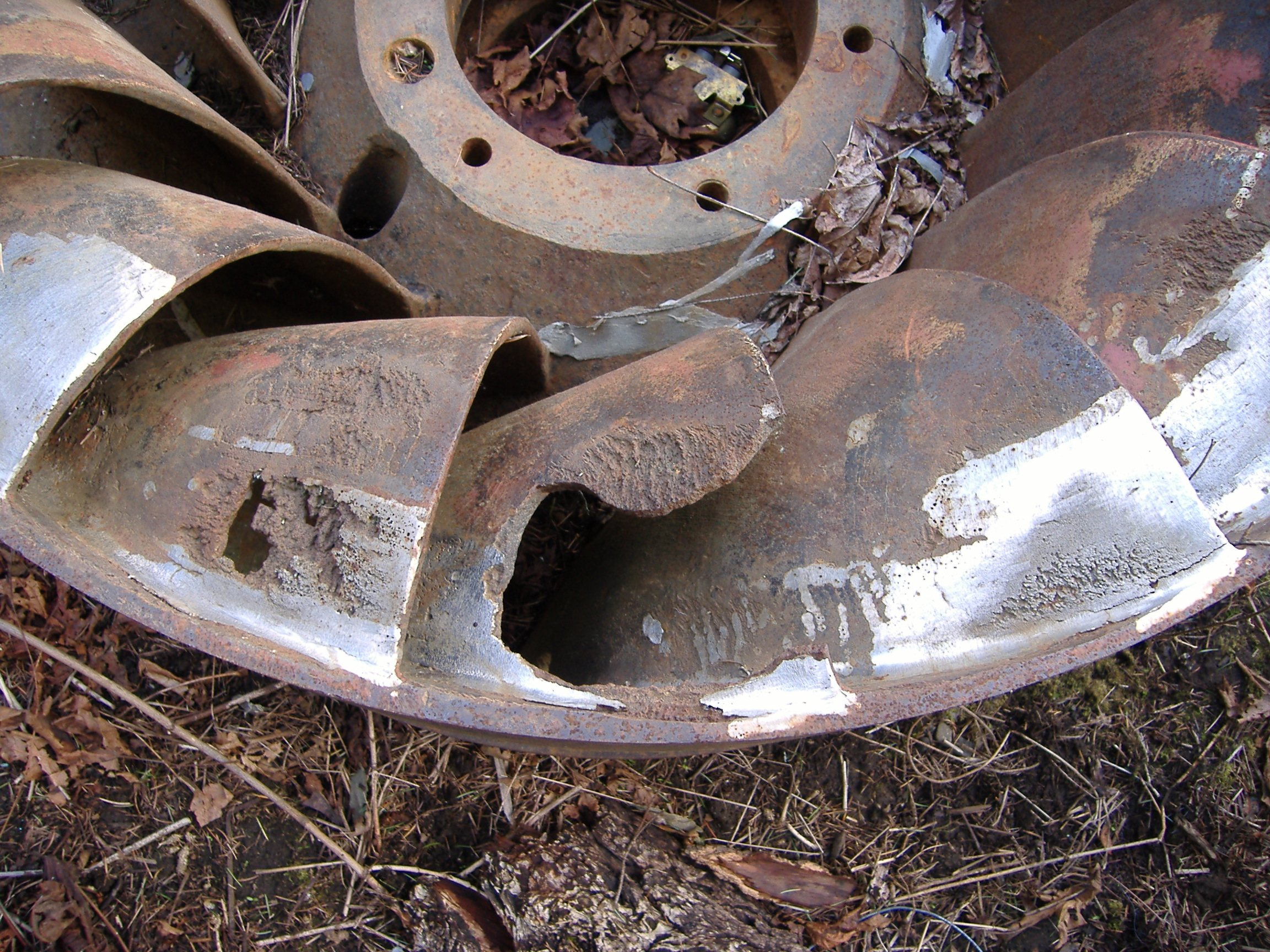
Danos causados por cavitação em uma Turbina Francis.

Estas bolhas de vapor que se formaram no escoamento devido à baixa pressão, serão carregadas e podem chegar a uma região em que a pressão cresça novamente a um valor superior à Pv. Então ocorrerá a "implosão" dessas bolhas. Se a região de colapso das bolhas for próxima a uma superfície sólida, as ondas de choque geradas pelas implosões sucessivas das bolhas podem provocar trincas microscópicas no material, que com o tempo irão crescer e provocar o descolamento de material da superfície, originando uma cavidade de erosão localizada. Este é um fenômeno físico molecular e que se dissemina e tende a aumentar com o tempo causando a ruína dos rotores.

## Na prática
Na engenharia hidráulica e na engenharia mecânica é grande a preocupação com a cavitação, assim como com a abrasão das areias e demais sedimentos transportados pela água no interior de bombas e  turbinas, sobretudo devido aos prejuízos que podem causar nas estações elevatórias e nas turbinas e vertedores das usinas hidrelétricas.
Não se deve confundir o fenômeno químico da corrosão com os fenômenos físicos da cavitação e da abrasão,embora os efeitos nas pás de bombas e de turbinas sejam parecidos, assim como nas superfícies de concreto dos canais dos vertedores..